# Johann August Unzer
Johann August Unzer (* 29. April 1727 in Halle; † 2. April 1799 in Altona) war ein deutscher Arzt, Herausgeber einer medizinischen Wochenschrift und früher Verfasser medizinpsychologischer Schriften.

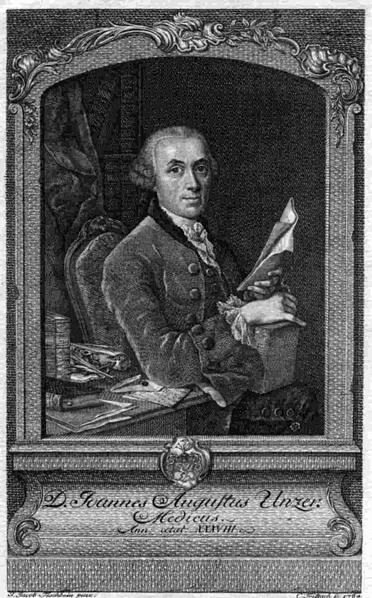
Frontispiz-Porträt von 1764 nach einem Gemälde von Johann Jacob Tischbein

## Leben
Unzer stammte aus einer Medizinerfamilie; sein Neffe war der Arzt und Romandichter Johann Christoph Unzer. Johann August Unzer studierte Medizin an der Universität Halle und wurde hier am 9. September 1748 zum Dr. med. promoviert. Seine 1743 verfasste Doktorarbeit war eine Abhandlung über das Niesen (lat. Titel der Arbeit: De sternutatione), 1750 ließ er sich als praktischer Arzt in Hamburg nieder, siedelte aber schon bald ins benachbarte Altona über. Dort wohnte er bis zu seinem Tode im Jahr 1799. Angebote, als Professor nach Kopenhagen oder Göttingen berufen zu werden, schlug er aus.
Seit 1751 war er mit der Dichterin und Philosophin Johanna Charlotte Unzer, geb. Ziegler verheiratet. Sein Haus war ein Zentrum der Altonaer Gesellschaft. Hier trug seine Frau anakreontische Lieder vor.

## Leistungen

### Werk
Unzer wurde vor allem bekannt als Herausgeber der Wochenschrift Der Arzt. Sie erschien 1759 bis 1764 auch in einer zwölfbändigen Buchform, die 1778 wieder aufgelegt wurde. Die Wochenschrift wurde ins Holländische, Schwedische und Dänische übersetzt. Daneben verfasste er ein Medicinisches Handbuch in drei Bänden. Zuerst erschienen 1770, erlebte es 1794 die 5. Auflage. Außerdem gab er eine Reihe psychologischer Schriften heraus; ferner erschien von ihm eine Sammlung kleiner physikalischer Schriften in zwei Teilen 1766, Sammlungen zur speculativen Philosophie 1767, sowie poetische Schriften.

### Medizinhistorische Würdigung
Unzer vertrat die Auffassung, dass jedem Teil eines Nerven und nicht bloß dem Muskel eine Reizbarkeit eigen ist. Er trug damit zur Weiterentwicklung der sensualistischen Theorien des Nervensystems bei, wie sie ursprünglich von Georg Ernst Stahl, Friedrich Hoffmann und Albrecht von Haller entwickelt wurden und dann in England und Frankreich allgemeine Beachtung erfahren hatten. Unzer gehörte damit zu einer Reihe von aufgeklärten und freigeistigen deutschen Ärzten, die ihren Kollegen in den westlichen Ländern nicht an theoretischen Kenntnissen nachstanden. Da jedoch die Aufklärung und ihre antiken Traditionen in Deutschland relativ wenig verbreitet waren, fanden seine Arbeiten nach Auffassung von Klaus Dörner hier auch vergleichsweise wenig Resonanz. Größere Beachtung fanden sie bei den englischen Klinikern wie Robert Whytt und William Cullen sowie in der Schule von Montpellier. Als weiterer zeitgenössischer Theoretiker der Neurophysiologie ist Georg Prochaska (1749–1820) anzusehen, der diese neurophysiologischen Kenntnisse bereits im Sinne der Lebens- und Nervenkraft naturphilosophisch verallgemeinerte. Posthum wurde Unzer von Wilhelm Griesinger rezipiert, der sich in seiner Arbeit über den psychischen Reflexbogen u. a. auf Unzer und Reil bezieht. Dabei sind Vorstellungen von einer Harmonie bzw. von Parallelen zwischen Gehirn und Rückenmark als verschiedenen Abschnitten des Nervensystems vordergründig, siehe auch den medizingeschichtlichen Begriff der Sympathie.

## Werke

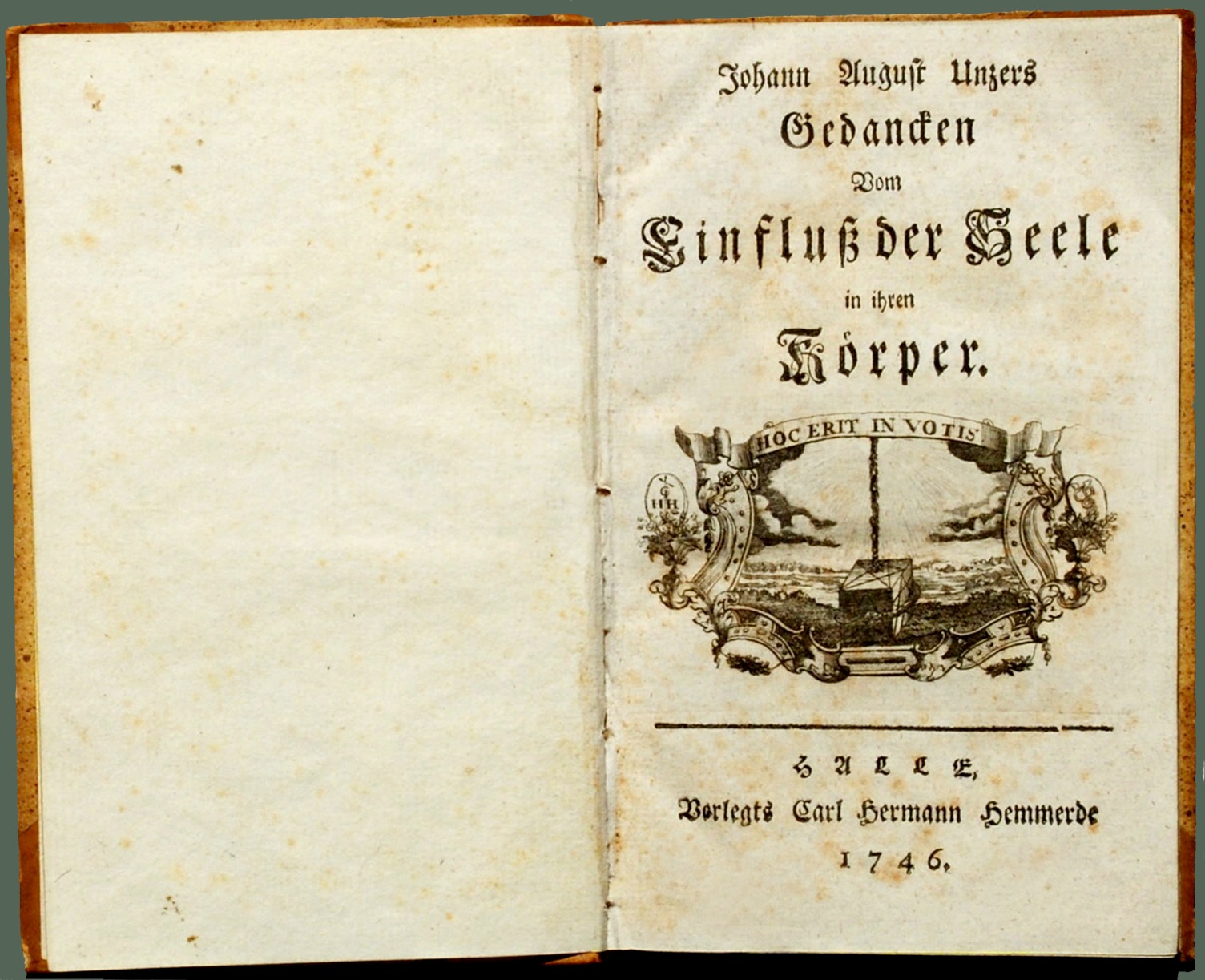
Titelblatt der Gedancken vom Einfluß der Seele in ihren Körper (1746)

Buchausgabe mit Beiträgen von Johann August Unzer, Georg Prochaska (1749–1820) und Thomas Laycock (1812–1876)

- De sternutatione. Halle 1743 (Dissertation)
- Gedancken vom Einfluß der Seele in ihren Körper. C. H. Hemmerde, Halle 1746, Digitalisat und Volltext im Deutschen Textarchiv
- Philosophische Betrachtung des menschlichen Körpers überhaupt. Hemmerde, Halle 1750, (Digitalisat)
- Erste Gründe einer Physiologie der eigentlichen thierischen Natur thierischer Körper. Leipzig 1771, (Digitalisat)
- Physiologische Untersuchungen auf Veranlassung der Göttingischen, Frankfurter, Leipziger und Hallischen Recensionen seiner Physiologie der thierischen Natur. Weidmann, Leipzig 1773, (Digitalisat)
- Medizinisches Handbuch. Leipzig 1780, (Digitalisat)
- Einleitung zur allgemeinen Pathologie der ansteckenden Krankheiten. Leipzig 1782, (Digitalisat)
- D. Johann August Unzers medicinisches Handbuch vom neuen ausgearbeitet. Junius, Leipzig 1789, (Digitalisat)
- The principles of physiology (1851) Taschenbuch mit Beiträgen von Johann August Unzer, Georg Prochaska (1749–1820), u. a. doi:10.5962/bhl.title.22319, Biodiversity Heritage Library, vgl. die Abb. des Bucheinbands

### Herausgeber
- Der Arzt. Eine medicinische Wochenschrift. 12 Bände. Hamburg u. a. 1760–1764. ZDB-ID 2748492-0

Digitalisate der Bayerischen Staatsbibliothek